# Imi Lichtenfeld
Imrich Lichtenfeld (hebrejsky אימי שדאור ליכטנפלד‎; maďarsky Lichtenfeld Imre, 26. května 1910, Budapešť – 9. ledna 1998 Netanja, Izrael), později známý pod hebrejským jménem Imi Sde-Or, je tvůrcem izraelského bojového systému Krav maga.

## Mládí v Bratislavě
Dětství prožil v Bratislavě, dnešním hlavním městě Slovenska, v rodině, pro niž sport, zákony a vzdělání na středoevropské úrovni znamenaly mnoho. Samuel Lichtenfeld, Imiho otec, byl svéráznou osobností – ve 13 letech utekl ke kočujícímu cirkusu a strávil následující 20 let řeckořímským zápasem, vzpíráním a předváděním své síly. Tady se jeho otec seznámil s nejrůznějšími druhy sportu a naučil se také bojové umění.
Podněcován otcem pěstoval Imi širokou škálu sportů. Ze všeho nejdříve exceloval v plavání, potom v gymnastice, ještě později v zápase a boxu. Roku 1928 Imi zvítězil v československém šampionátu v zápase juniorů a 1929 v šampionátu dospělých (ve střední a lehké váze). Ve stejném roce zvítězil i v národním šampionátu v boxu a v mezinárodní soutěži v gymnastice. Během následující dekády se jeho atletická aktivita zaměřila především na zápas, v němž fungoval ve dvojí úloze, jako zápasník i jako trenér. Každý rok mu přinesl nějaké vítězství.[zdroj?]
V polovině 30. let se poměry v Bratislavě začaly měnit k horšímu. Do ulic stále častěji vyrukovaly fašistické a antisemitské bojůvky. Z Imiho se stal nekorunovaný vůdce skupiny mladých Židů, z nichž většina patřila k boxerům, zápasníkům nebo vzpěračům. S nimi se snažil zabránit antisemitským násilníkům, aby vstupovali do židovské čtvrti.
V roce 1940, kdy se stal díky svým aktivitám trnem v očích i místním úřadům (od r. 1939 existující Slovenský štát přejal nacistický názor na Židy a vydával je postupně na smrt do koncentračních táborů), opustil Imi domov, rodinu a přátele a nalodil se na poslední loď s emigranty do Palestiny, jíž se nepodařilo prorazit nacistickou blokádu. Lichtenfeldova cesta na lodi Pentcho skončila potopením u Řecka a do Izraele se dostal až za dva roky (mezitím sloužil v Československé armádě na Středním východě).

## V Palestině
V roce 1944 začal s tréninkem elitních jednotek Hagany a Palmach (předchůdci Izraelských obranných sil/IOS) v oblastech, na něž byl opravdovým expertem: trénink fyzické kondice, plavání, zápas, používání nože a obrana proti útokům nožem.
O čtyři roky později (1948), kdy vznikl stát Izrael a byly zároveň zformovány Izraelské obranné síly, stal se Lichtenfeld hlavním instruktorem pro zvyšování fyzické kondice a bojové přípravy těchto jednotek. V IOS působil přibližně 20 let; během té doby vyvinul a zdokonalil svou unikátní metodu sebeobrany a boje zblízka – krav maga.

## Instruktor izraelského bojového umění
Poté, co ukončil svou aktivní službu, začal upravovat a modifikovat systém krav maga pro civilní použití tak, aby bez ohledu na fyzickou připravenost obránce bylo možné předejít jakkoliv motivovanému útoku. Aby umožnil přístup ke svým metodám co největšímu počtu lidí, založil dvě školicí střediska: jedno v Tel Avivu a druhé v Netanji, kde bydlel. V posledních letech svého života dohlížel na průběh tréninků, monitoroval tréninkové programy a pracoval na jejich vylepšování a zkvalitňování.
Zemřel 9. ledna 1998 ve věku 87 let brzy ráno v nemocnici, kam se o pět hodin dříve dostal jeho přítel, Ejal Janilov. V současné době jsou Ejal Janilov spolu s Avim Mojalem nejvyššími představiteli bojového systému krav maga ve světě.

## Ocenění
V roce 2015 mu byla udělena Cena Václava Bendy (in memoriam).